# 1000 (število)
1000 (tisoč) je naravno število, za katero velja 1000 = 999 + 1 = 1001 − 1.

## V matematiki
- sestavljeno število.
- deseto kubično število {\displaystyle 1000=10^{3}\,\!}.

## Drugo

### Leta
- 1000